# CiRCUiT BEATS SUPER GT 20th ANNIVERSARY
CiRCUiT BEATS SUPER GT 20th ANNIVERSARY（サーキット ビーツ スーパージーティー トウェンティース アニバーサリー）は、2013年10月30日にソニー・ミュージックダイレクトより発売された、SUPER GT20周年を記念するコラボレーションアルバムであり、IAをボーカルに用いたコンピレーション・アルバム。

## 概要
SUPER GTの20周年を記念したコンピレーション・アルバム。SUPER GTは2013年シリーズ第1戦から1st PLACEが販売するVOCALOID「IA」とのコラボレーションを開始しており、オフィシャルテーマソングにじん (自然の敵P)が制作した『アメリカ ~We are all right!~』が採用され、SUPER GT+のエンディング曲としても扱われた。その後も参戦チームのサポーターズソングがIAを用いて制作され、本アルバムに収録された。
また、SUPER GTシリーズのイメージガールユニットとしてIA GIRL STARSを結成し、オフィシャルテーマソングの歌唱やIA及びSUPER GTのプロモーション活動を行った。

## 収録曲
1. アメリカ ~We are all right!~ / じん (自然の敵P)
2. RACER'S HIGH / ナナホシ管弦楽団
3. セツナドライブ / 滝善充 (9mm Parabellum Bullet)
4. REAL / レフティモンスター
5. LIVEDRIVE / じん (自然の敵P)
6. Over Drive / TeddyLoid
7. DREAMER'S HIGH / KNOXX
8. sympa / baker
9. HEAVENLY PLAY! / 中西亮輔
10. サマークイーン / 石風呂
11. OVERTURE / ORYO (FAULHEIT)
12. God only knows / ダルビッシュP
13. 軌跡に / uz
14. Over the limit / ゆよゆっぺ
15. Circuit DISCO /小松一也
16. Summer Songs / 小松一也
17. アメリカ ~We are all right!~ IA GIRLSTARS Version / IA GIRL STARS

## DVD
1. LEGEND OF SUPER GT SUPER GT 20th ANNIVERSARY SPECIAL MOVIE[注 3]
2. SEE THE LIGHTS / ASY
3. アメリカ ~We are all right!~ / じん (自然の敵P)

## 演奏[2]
- じん
  - Guitar, Programming & All Other Instruments (#1.5.17)
  - Chorus (#5)
- アサヒ (コンテンポラリーな生活)：Guitars (#1.17)
- 白神真志朗：Bass (#1.17)
- 高尾俊行：Drums (#1.5.17)
- ナナホシ管弦楽団：Programming & All Other Instruments (#2)
- 滝善充 (9mm Parabellum Bullet)：Guitar (#3)
- 井嶋啓介：Bass (#3)
- 中村一太：Drums (#3)
- T-green：Guitar (#4)
- レフティモンスター：Programming & All Other Instruments (#4)
- ある系、デスク：Chorus (#5)
- 中川量：Bass (#5)
- 菊池真義：Guitar (#5)
- TeddyLoid：Programming (#6)
- baker：Programming & All Other Instruments (#8.9)
- 石風呂：Programming & All Other Instruments (#10)
- beriko：Bass Arrangement (#12)
- NETERO：Drum Arrangement (#12)
- ダルビッシュP：Programming & All Other Instruments (#12)
- uz：Programming & All Other Instruments (#13)
- ゆよゆっぺ：Programming & All Other Instruments (#14)